# Stenalcidia frugaliaria
Stenalcidia frugaliaria là một loài bướm đêm trong họ Geometridae.